# Bolusiella talbotii
Bolusiella talbotii är en orkidéart som först beskrevs av Alfred Barton Rendle, och fick sitt nu gällande namn av Victor Samuel Summerhayes. Bolusiella talbotii ingår i släktet Bolusiella och familjen orkidéer. Inga underarter finns listade i Catalogue of Life.